# Cañaboncito (Caguas)
Cañaboncito es un barrio ubicado en el municipio de Caguas en el Estado Libre Asociado de Puerto Rico. En el Censo de 2010 tenía una población de 27464 habitantes y una densidad poblacional de 1.393,42 personas por km².

## Geografía
Cañaboncito se encuentra ubicado en las coordenadas 18°12′52″N 66°4′53″O / 18.21444, -66.08139. Según la Oficina del Censo de los Estados Unidos, Cañaboncito tiene una superficie total de 19.71 km², que corresponden a tierra firme.

## Demografía
Según el censo de 2010, había 27464 personas residiendo en Cañaboncito. La densidad de población era de 1.393,42 hab./km². De los 27464 habitantes, Cañaboncito estaba compuesto por el 75.43% blancos, el 10.52% eran afroamericanos, el 0.72% eran amerindios, el 0.16% eran asiáticos, el 9.92% eran de otras razas y el 3.25% pertenecían a dos o más razas. Del total de la población el 99.24% eran hispanos o latinos de cualquier raza.